# Walentina Łukjanowa
Walentina Łukjanowa (ros. Валентина Лукьянова, ur. 23 stycznia 1946 w Nogińsku) – radziecka lekkoatletka, biegaczka średniodystansowa.
Zdobyła brązowy medal w biegu na 800 metrów na europejskich igrzyskach halowych w 1967 w Pradze, przegrywając jedynie z Karin Kessler z RFN i Maryvonne Dupureur z Francji. Powtórzyła to osiągnięcie na europejskich igrzyskach halowych w 1968 w Madrycie (wyprzedziły ją tylko Karin Burneleit z NRD i jej koleżanka z reprezentacji ZSRR Ałła Kolesnikowa).
Była halową mistrzynią ZSRR w biegu na 800 metrów w 1967.
Rekordy życiowe Łukjanowej:
- bieg na 400 metrów – 55,8 (1966)
- bieg na 800 metrów – 2:06,9 (1967)
- bieg na 1500 metrów – 4:26,2 (1967)
- bieg na 800 metrów (hala) – 2:08,0 (1968)